# 운디네 (소설)

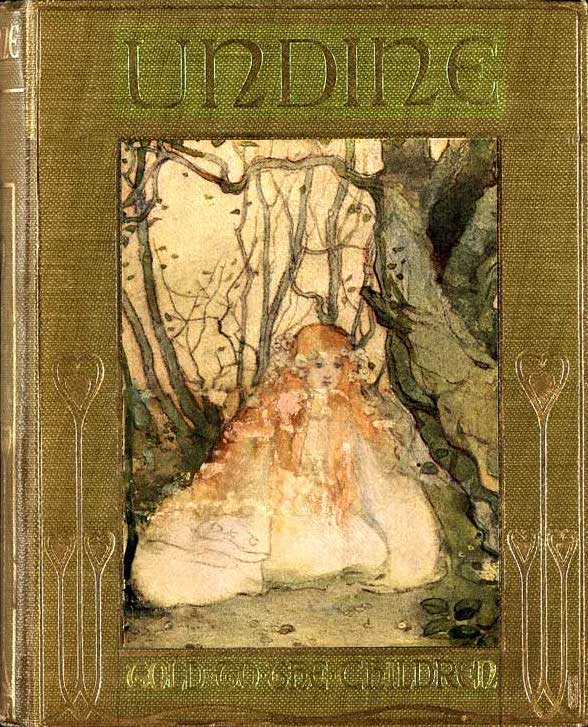

운디네(Undine)는 프리드리히 드 라 모테 푸케의 1811년 작품으로, 호프만, 안데르센 등 많은 동시대 및 후대 작가에게 영감을 준 물의 정령 이야기다. 물의 정령 운디네가 기사를 보고 사랑해 그와 결혼하나 행복한 생활도 잠시뿐 끝내는 기사를 죽일 수밖에 없게 되는 비극적인 내용이다. 지금 봐도 흥미진진해  왜 많은 사람이 이 작품에 열광했는지 알 수 있다.

## 배경
독일 문학에서 물의 정령이 언급된 것은 1320년 슈타우펜 가문의 전설을 다룬 시를 들 수 있다. 하지만 오늘날 물의 여인에 대한 상상을 확고하게 해 준 것은 1800년대 초 낭만주의 작가들에 의해서였다. 특히 푸케의 ≪운디네≫(1811)는 물의 여인에 관한 이전의 모든 상상을 구체화시켰을 뿐만 아니라, 이후의 모든 분야에서 물과 여인에 대한 이미지를 확고하게 해 주었다고 할 수 있다. 그의 작품은 파라셀수스의 글에서 직접적인 영향을 받았다.
푸케의 작품 주인공 운디네는 물이라는 자연 요소가 가진 긍정적·부정적 힘을 대표한다. 어부의 양녀로서 철없는 행동만 일삼는 그녀는 18세나 되었지만 살림을 돕거나 예절에 맞는 행동을 하지 않는다. 마치 숲 속을 흐르는 맑은 물처럼, 자연 그대로의 천성을 갖고 있다. 자연 속의 물이 인간을 배려해서 흐르거나 고여 있지 않은 것처럼, 운디네는 본성 그대로 행동할 뿐이었다. 비록 인간과 같은 모습을 하고, 인간의 영역에 살고 있지만, 그녀는 아직 물에, 즉 순수한 자연에 속해 있는 존재였다.
이러한 운디네는 기사 훌트브란트와의 결혼을 통해 영혼을 얻게 된다. 가볍고 유쾌한 정령 운디네에게 영혼이란 “뭔가 사랑스러운 것이지만, 또 뭔가 아주 두려운 것”, “무거운 압박”으로, 그것을 생각하는 것만으로도 “걱정과 슬픔”에 빠지게 된다.
그러나 영혼을 얻은 운디네는 인간, 특히 남성이 바라는 최고의 여성으로 변하게 된다. 남편인 훌트브란트가 “내가 그녀에게 영혼을 주었다면, 분명 내 영혼보다 훨씬 더 좋은 것을 준 게 분명해”라고 말할 정도다. 아름다울 뿐만 아니라, 가정적이고, 타인을 배려하며, 신을 경외하는 여성이 된 것이다. 그렇다고 해서 그녀가 갖고 있는 물의 요소가 완전히 사라진 것은 아니다. 항상 운디네의 주변을 도는 삼촌 퀼레보른은 그녀가 물의 속성, 자연의 힘과 절대 분리될 수 없음을 알려 준다. 그녀에게 남아 있는 신비스러운 자연의 힘은 결국 남편으로 하여금 아내에게 두려움을 느끼게 만들고, 그녀를 멀리하게 만든다.
운디네가 영혼을 가짐으로써 인간의 도덕을 지키는 것처럼, 남편 훌트브란트도 다른 존재와 결혼함으로써 반드시 지켜야 할 금기 사항을 갖게 된다. 절대로 물가에서 운디네를 모욕하면 안 된다는 금기를 지켜야만 운디네와의 관계가 유지되는 것이다. 그러나 훌트브란트는 이 금기를 깸으로써 운디네를 잃고 만다. 비록 눈앞에서는 사라졌지만, 운디네가 죽지 않은 상황에서 다른 인간의 여인과 혼인을 함으로써 자연과 인간의 법칙 모두를 어기게 된다.
운디네는 남편보다 더 훌륭한 영혼을 가짐으로써 사랑의 고뇌와 고통을 감수하고, 사라져 버릴 육신 속에 불멸의 영혼을 지키기 위해 애써야 하지만, 물의 정령으로서도 해야 할 일이 있다. 자신을 배반한 남편에게 반드시 복수해야 하는 자연의 법칙을 따라야만 하는 것이다. 분노한 물이 모든 것을 파괴하듯이, 남편의 생명을 빼앗아야만 한다. 그러나 이미 인간의 영혼을 가짐으로써 순화된 자연이 되어 버린 그녀는, 남편을 자신의 눈물로 질식시켜 죽인 뒤에도 남편의 무덤을 에워싸고 흐르는 시냇물이 되어 한없이 슬픔을 간직하게 된다.
맑은 물처럼 가볍고 경쾌하던 운디네는 영혼을 얻음으로써 진실로 사랑하는 법을 알고 그와 함께 고뇌도 알게 되었지만, 결국 원래의 요소로 돌아가고 만다. 영혼을 가져야만 한다는 아버지의 명령에 따라 인간 세계에 발을 들여놓게 되고, 영혼을 얻었으나 그 순수한 영혼 때문에 상처를 입으며, 자연의 법칙에 따라 사랑하는 사람에게 복수를 가해야만 하는 운디네는 자발적으로 그 무엇도 할 수 없었던 푸케 당시의 여성들과 다를 바가 없다.